# Criva, Briceni
Criva este un sat din raionul Briceni, Republica Moldova. Localitatea se află la extremitatea vestică a teritoriului Republicii Moldova. Are un punct de trecere a frontierei cu Ucraina.
Lângă sat este amplasată peștera „Emil Racoviță”, arie protejată din categoria monumentelor naturii de tip geologic sau paleontologic.

## Istorie
Criva este menționată pentru prima dată într-un hrisov de la Ștefan cel Tânăr prin care întărește lui Cârstea și surorii lui Nasteaa, cneaghina lui Stârcea stolnic, mai multe sate pe râurile Siret, Prut, Nistru, Vilia, în urma împărțelii cu rudele lor:
„Din mila lui Dumnezeu, noi Ștefan voievod, domn al Țării Moldovei. Facem cunoscut cu această carte a noastră tuturor celor ce o vor vedea sau o vor auzi citindu-se, ca au venit înaintea noastră și înaintea tuturor boierilor noștri moldoveni sluga noastră Crâstea și sora lui, Nastea, cneaghina panului Stârcea stolnic, fiii lui Isaico și unchii lor Șteful și sora lui, Magda, fiii lui Buceațchi, deasemeni unchii lor, credinciosul nostru pan Grincovici pârcălab de Hotin, fiul Vasutcăi și nepoții lui de frate, Ion și fratele lui, Iurie, fiii lui Șandru Turcul, toți nepoții lui Cozma Șandrovici și ai lui Iacuș vistier, de bună voia lor, nesiliți de nimeni nici asupriți și au împărțit dreptele lor ocine și dedine, satele anume: Șendrești, care acum se numesc Cozmești și cu loc de moară pe apa Siretului, Ionăsești și satul Iurcești și Halaucești și Pogănești pe Siret, Șceacăul pe Nistru și Ceabărcăul pe Prut și Lemeșani pe Vilia și Mlinouți, Corbești pe Jijia, și Deșevcani și Nesvoia și Criva pe Prut și Voropceni și Ivancouți, tot pe Prut și Faurii pe Jijia și Răchiteni și Temeșani și Iugani, din privilegiul ce au avut ei dela străbunicul domniei mele Alexandru voievod dela înaintașii noștri, dela Ilie și dela Ștefan voievozi, pe aceste mai sus zise sate.

...

Iar pentru mai mare putere și întărire a tuturor celor mai sus scrise, am poruncit credinciosului nostru pan Totrușan logofăt să scrie și să atârne pecetea noastră la această carte a noastră.

A scris Oanța, în anul 7028 (1520) luna Aprilie 24 zile.”

## Demografie

### Structura etnică
Structura etnică a satului conform recensământului populației din 2004:
| Grup etnic         | Populație | % Procentaj |
| ------------------ | --------- | ----------- |
| Moldoveni / Români | 1.486     | 93,87%      |
| Ucraineni          | 85        | 5,37%       |
| Ruși               | 9         | 0,57%       |
| Alții              | 3         | 0,19%       |
| Total              | 1.583     | 100%        |

## Administrație și politică
Componența Consiliului local Criva (9 consilieri), ales la 5 noiembrie 2023, este următoarea:
|  | Partid                                       | Consilieri | Componență | Componență | Componență | Componență | Componență | Componență |
|  | -------------------------------------------- | ---------- | ---------- | ---------- | ---------- | ---------- | ---------- | ---------- |
|  | Partidul Acțiune și Solidaritate             | 6          |            |            |            |            |            |            |
|  | Partidul Socialiștilor din Republica Moldova | 2          |            |            |            |            |            |            |
|  | Liga Orașelor și Comunelor                   | 1          |            |            |            |            |            |            |

## Personalități

### Născuți în Criva
- Fiodor Senic (1863–d. 1917), politician țarist, deputat în Duma de Stat al celei de-a IV-a convocări din partea Basarabiei;
- Valeriu Senic (1939-2003) - filolog și politician moldovean.

## Localități înfrățite
- Sucevița, județul Suceava, România